# Refusenik
A refusenik (vagy otkaznyik) kifejezést tipikusan, de nem kizárólag, szovjet zsidókra alkalmazták, akiknek a kivándorlási engedélyét a Szovjetunió, vagy más keleti államok vezetői megtagadták. Szovjet zsidók nagy számban nyújtottak be kivándorlási kérelmet a Szovjetunióból; míg egy részüket elengedték, nagy részüket elutasították, leggyakrabban azzal az indokkal, hogy ezek a személyek munkájuk során szovjet nemzetbiztonsági adatokhoz fértek hozzá, így pillanatnyilag nem engedhetőek el az ország területéről.
A hidegháború idején a szovjet zsidókat árulóknak tartották. A kivándorlási kérelem benyújtásához a kérelmezőnek (és gyakran egész családjának) el kellett hagynia munkahelyét, ami kiszolgáltatottá tette a KMK (közveszélyes munkakerülő) vádjával szemben, így élete ellehetetlenedett.
A Szovjetunió megtiltotta a vallási élet gyakorlását, de még a valláskultúra kutatását is. Ezzel szemben a kivándorlási kérelem igénylése a szovjet kormánnyal szembeni árulásnak volt minősítve. Így a későbbi kivándorlók nagy kockázatot vállaltak, mikor kérelmeiket benyújtották, tudván, egy hivatalos elutasítás gyakran a munkahelyről történő kirúgással és egyéb kiközösítésekkel járhat.
A refusenik mozgalom egyik vezető szószólója a '70-es években Natan Sharansky volt. Ténykedése nagyban hozzájárult ahhoz a küzdelemhez, amelyik az emberi jogok keretein belül a kivándorlási jogokért harcolt a Szovjetunióban. Később kémkedés és árulás vádjával letartóztatták. Tárgyalása nemzetközi jelentőséggel bírt a „refusenik ügyben”.
A refusnikok közt olyan zsidók voltak, akik vallási, cionista okokból akartak alijázni, vagy egyszerűen csak el akartak tűnni a rejtetten, de államilag támogatott antiszemitizmus elől.
Mihail Gorbacsov hatalomra kerülése és erőfeszítései a Nyugati kapcsolatok javítására jelentős változást hozott a '80-as években. A refusenikok többségének engedélyezték az emigrációt. A Szovjetunió bukásával az „otkaznyik” (refusenik) kifejezés történelmi kifejezéssé vált.